# Diatomovora amoena
Diatomovora amoena är en plattmaskart som beskrevs av Eugene N. Kozloff 1965. Diatomovora amoena ingår i släktet Diatomovora och familjen Isodiametridae. Inga underarter finns listade i Catalogue of Life.